# United SportsCar Championship 2014
Navigation
Édition suivante
La saison 2014 de l'United SportsCar Championship est la première édition de cette compétition issue de la fusion des championnats American Le Mans Series et Rolex Sports Car Series. Elle se déroule du 25 janvier au 4 octobre 2014 et comprend treize manches.
Les quatre principales courses du championnat (24 Heures de Daytona, 12 Heures de Sebring, 6 Heures de Watkins Glen et Petit Le Mans) forment la mini série North American Endurance Championship (ou NAEC).
À la suite d'un accord avec Rolex SA, Tudor deviendra le partenaire titre du championnat. La compétition prend le nom de Tudor United SportsCar Championship

## Repères de débuts de saison
- L'équipe Sahlen avait initialement annoncé son intention d'engager une paire de BMW-Riley DP, mais le 9 novembre 2013, l'équipe a annoncé qu'elle ne participe pas au championnat et préfère se concentrer sur la classe ST du Continental Tire Sports Car Challenge.

- Avant Sebring, Starworks Motorsport annonce l'utilisation du nouveau moteur V6 Honda sur le prototype n°78[4].

## Engagés

### Prototype
| Équipe                       | Voiture         | Moteur                                    | Cat. | No. | Pilote                | Manches |
| ---------------------------- | --------------- | ----------------------------------------- | ---- | --- | --------------------- | ------- |
| Action Express Racing        | Corvette DP     | Chevrolet 5,5 L V8                        | C    | 5   | João Barbosa          | 1–2     |
| Action Express Racing        | Corvette DP     | Chevrolet 5,5 L V8                        | C    | 5   | Sébastien Bourdais    | 1–2     |
| Action Express Racing        | Corvette DP     | Chevrolet 5,5 L V8                        | C    | 5   | Christian Fittipaldi  | 1–2     |
| Action Express Racing        | Corvette DP     | Chevrolet 5,5 L V8                        | C    | 9   | Fabien Giroix         | 1       |
| Action Express Racing        | Corvette DP     | Chevrolet 5,5 L V8                        | C    | 9   | John Martin           | 1       |
| Action Express Racing        | Corvette DP     | Chevrolet 5,5 L V8                        | C    | 9   | Brian Frisselle       | 1–2     |
| Action Express Racing        | Corvette DP     | Chevrolet 5,5 L V8                        | C    | 9   | Burt Frisselle        | 1–2     |
| Action Express Racing        | Corvette DP     | Chevrolet 5,5 L V8                        | C    | 9   | Jon Fogarty           | 2       |
| Chip Ganassi Racing          | Riley DP        | Ford 3,5 L V6                             | C    | 01  | Sage Karam            | 1       |
| Chip Ganassi Racing          | Riley DP        | Ford 3,5 L V6                             | C    | 01  | Jamie McMurray        | 1       |
| Chip Ganassi Racing          | Riley DP        | Ford 3,5 L V6                             | C    | 01  | Scott Pruett          | 1–2     |
| Chip Ganassi Racing          | Riley DP        | Ford 3,5 L V6                             | C    | 01  | Memo Rojas            | 1–2     |
| Chip Ganassi Racing          | Riley DP        | Ford 3,5 L V6                             | C    | 01  | Marino Franchitti     | 2       |
| Chip Ganassi Racing          | Riley DP        | Ford 3,5 L V6                             | C    | 02  | Scott Dixon           | 1–2     |
| Chip Ganassi Racing          | Riley DP        | Ford 3,5 L V6                             | C    | 02  | Tony Kanaan           | 1–2     |
| Chip Ganassi Racing          | Riley DP        | Ford 3,5 L V6                             | C    | 02  | Marino Franchitti     | 1       |
| Chip Ganassi Racing          | Riley DP        | Ford 3,5 L V6                             | C    | 02  | Kyle Larson           | 1       |
| Chip Ganassi Racing          | Riley DP        | Ford 3,5 L V6                             | C    | 02  | Sage Karam            | 2       |
| DeltaWing Racing Cars        | DeltaWing DWC13 | Élan(Mazda) 1,9 L (120 cu in) Turbo       | C    | 0   | Alexander Rossi       | 1       |
| DeltaWing Racing Cars        | DeltaWing DWC13 | Élan(Mazda) 1,9 L (120 cu in) Turbo       | C    | 0   | Gabby Chaves          | 1–2     |
| DeltaWing Racing Cars        | DeltaWing DWC13 | Élan(Mazda) 1,9 L (120 cu in) Turbo       | C    | 0   | Katherine Legge       | 1–2     |
| DeltaWing Racing Cars        | DeltaWing DWC13 | Élan(Mazda) 1,9 L (120 cu in) Turbo       | C    | 0   | Andy Meyrick          | 1–2     |
| Extreme Speed Motorsports    | HPD ARX-03b     | Honda HR28TT 2,8 L Turbo V6               | C    | 1   | David Brabham         | 1–2     |
| Extreme Speed Motorsports    | HPD ARX-03b     | Honda HR28TT 2,8 L Turbo V6               | C    | 1   | Ryan Dalziel          | 1–2     |
| Extreme Speed Motorsports    | HPD ARX-03b     | Honda HR28TT 2,8 L Turbo V6               | C    | 1   | Scott Sharp           | 1–2     |
| Extreme Speed Motorsports    | HPD ARX-03b     | Honda HR28TT 2,8 L Turbo V6               | C    | 2   | Anthony Lazzaro       | 1       |
| Extreme Speed Motorsports    | HPD ARX-03b     | Honda HR28TT 2,8 L Turbo V6               | C    | 2   | Ed Brown              | 1–2     |
| Extreme Speed Motorsports    | HPD ARX-03b     | Honda HR28TT 2,8 L Turbo V6               | C    | 2   | Simon Pagenaud        | 1–2     |
| Extreme Speed Motorsports    | HPD ARX-03b     | Honda HR28TT 2,8 L Turbo V6               | C    | 2   | Johannes van Overbeek | 1–2     |
| GAINSCO/Bob Stallings Racing | Corvette DP     | Chevrolet 5,5 L V8                        | C    | 99  | Jon Fogarty           | 1       |
| GAINSCO/Bob Stallings Racing | Corvette DP     | Chevrolet 5,5 L V8                        | C    | 99  | Memo Gidley           | 1       |
| GAINSCO/Bob Stallings Racing | Corvette DP     | Chevrolet 5,5 L V8                        | C    | 99  | Alex Gurney           | 1       |
| GAINSCO/Bob Stallings Racing | Corvette DP     | Chevrolet 5,5 L V8                        | C    | 99  | Darren Law            | 1       |
| HighWay To Help              | Riley DP        | Dinan(BMW) 5,0 L V8                       | C    | 50  | Frank Beck            | 1       |
| HighWay To Help              | Riley DP        | Dinan(BMW) 5,0 L V8                       | C    | 50  | Byron DeFoor          | 1–2     |
| HighWay To Help              | Riley DP        | Dinan(BMW) 5,0 L V8                       | C    | 50  | David Hinton          | 1–2     |
| HighWay To Help              | Riley DP        | Dinan(BMW) 5,0 L V8                       | C    | 50  | Jim Pace              | 1–2     |
| Marsh Racing                 | Corvette DP     | Chevrolet 5,5 L V8                        | C    | 31  | Max Papis             | 1       |
| Marsh Racing                 | Corvette DP     | Chevrolet 5,5 L V8                        | C    | 31  | Bradley Smith         | 1       |
| Marsh Racing                 | Corvette DP     | Chevrolet 5,5 L V8                        | C    | 31  | Guy Cosmo             | 2       |
| Marsh Racing                 | Corvette DP     | Chevrolet 5,5 L V8                        | C    | 31  | Eric Curran           | 1–2     |
| Marsh Racing                 | Corvette DP     | Chevrolet 5,5 L V8                        | C    | 31  | Boris Said            | 1–2     |
| Michael Shank Racing         | Riley DP        | Ford 3,5 L V6                             | C    | 60  | A. J. Allmendinger    | 1       |
| Michael Shank Racing         | Riley DP        | Ford 3,5 L V6                             | C    | 60  | Oswaldo Negri Jr.     | 1–2     |
| Michael Shank Racing         | Riley DP        | Ford 3,5 L V6                             | C    | 60  | John Pew              | 1–2     |
| Michael Shank Racing         | Riley DP        | Ford 3,5 L V6                             | C    | 60  | Justin Wilson         | 1–2     |
| Muscle Milk Pickett Racing   | Oreca 03        | Nissan 4,5 L V8                           | C    | 6   | Alex Brundle          | 1       |
| Muscle Milk Pickett Racing   | Oreca 03        | Nissan 4,5 L V8                           | C    | 6   | Klaus Graf            | 1–2     |
| Muscle Milk Pickett Racing   | Oreca 03        | Nissan 4,5 L V8                           | C    | 6   | Lucas Luhr            | 1–2     |
| Muscle Milk Pickett Racing   | Oreca 03        | Nissan 4,5 L V8                           | C    | 6   | Jann Mardenborough    | 2       |
| OAK Racing                   | Morgan LMP2     | Nissan 4,5 L V8                           | C    | 42  | Roman Rusinov         | 1       |
| OAK Racing                   | Morgan LMP2     | Nissan 4,5 L V8                           | C    | 42  | Oliver Webb           | 1       |
| OAK Racing                   | Morgan LMP2     | Nissan 4,5 L V8                           | C    | 42  | Olivier Pla           | 1–2     |
| OAK Racing                   | Morgan LMP2     | Nissan 4,5 L V8                           | C    | 42  | Gustavo Yacamán       | 1–2     |
| OAK Racing                   | Morgan LMP2     | Nissan 4,5 L V8                           | C    | 42  | Alex Brundle          | 2       |
| SpeedSource Race Engineering | SDR-14          | Mazda 2,2 L (SH-VPTS)                     | C    | 07  | Joël Miller           | 1–2     |
| SpeedSource Race Engineering | SDR-14          | Mazda 2,2 L (SH-VPTS)                     | C    | 07  | Tristan Nunez         | 1–2     |
| SpeedSource Race Engineering | SDR-14          | Mazda 2,2 L (SH-VPTS)                     | C    | 07  | Tristan Vautier       | 1–2     |
| SpeedSource Race Engineering | SDR-14          | Mazda 2,2 L (SH-VPTS)                     | C    | 70  | James Hinchcliffe     | 1       |
| SpeedSource Race Engineering | SDR-14          | Mazda 2,2 L (SH-VPTS)                     | C    | 70  | Tom Long              | 1–2     |
| SpeedSource Race Engineering | SDR-14          | Mazda 2,2 L (SH-VPTS)                     | C    | 70  | Sylvain Tremblay      | 1–2     |
| Spirit of Daytona Racing     | Corvette DP     | Chevrolet 5,5 L V8                        | C    | 90  | Mike Rockenfeller     | 1–2     |
| Spirit of Daytona Racing     | Corvette DP     | Chevrolet 5,5 L V8                        | C    | 90  | Michael Valiante      | 1–2     |
| Spirit of Daytona Racing     | Corvette DP     | Chevrolet 5,5 L V8                        | C    | 90  | Richard Westbrook     | 1–2     |
| Starworks Motorsport         | Riley DP        | BMW 5,0 L V8 /Honda HR35TT 3,5 L Turbo V6 | C    | 78  | Brendon Hartley       | 1       |
| Starworks Motorsport         | Riley DP        | BMW 5,0 L V8 /Honda HR35TT 3,5 L Turbo V6 | C    | 78  | Alex Popow            | 1       |
| Starworks Motorsport         | Riley DP        | BMW 5,0 L V8 /Honda HR35TT 3,5 L Turbo V6 | C    | 78  | Sebastián Saavedra    | 1–2     |
| Starworks Motorsport         | Riley DP        | BMW 5,0 L V8 /Honda HR35TT 3,5 L Turbo V6 | C    | 78  | Scott Mayer           | 1–2     |
| Starworks Motorsport         | Riley DP        | BMW 5,0 L V8 /Honda HR35TT 3,5 L Turbo V6 | C    | 78  | E. J. Viso            | 1–2     |
| Wayne Taylor Racing          | Corvette DP     | Chevrolet 5,5 L V8                        | C    | 10  | Wayne Taylor          | 1       |
| Wayne Taylor Racing          | Corvette DP     | Chevrolet 5,5 L V8                        | C    | 10  | Max Angelelli         | 1–2     |
| Wayne Taylor Racing          | Corvette DP     | Chevrolet 5,5 L V8                        | C    | 10  | Jordan Taylor         | 1–2     |
| Wayne Taylor Racing          | Corvette DP     | Chevrolet 5,5 L V8                        | C    | 10  | Ricky Taylor          | 1–2     |

## Calendrier
| N° | Date            | Course                               | Circuit                        | Lieu          | État, Pays             |
| -- | --------------- | ------------------------------------ | ------------------------------ | ------------- | ---------------------- |
| 1  | 25 & 26 janvier | Rolex 24 at Daytona                  | Daytona International Speedway | Daytona Beach | Floride, États-Unis    |
| 2  | 15 mars         | Mobil 1 12 Hours of Sebring          | Sebring International Raceway  | Sebring       | Floride, États-Unis    |
| 3  | 12 avril        | Grand Prix de Long Beach             | Circuit urbain de Long Beach   | Long Beach    | Californie, États-Unis |
| 4  | 4 mai           | Continental Tire Sports Car Festival | Circuit de Laguna Seca         | Monterey      | Californie, États-Unis |
| 5  | 31 mai          | The Raceway at Belle Isle Park       | Circuit de Belle-Isle          | Détroit       | Michigan, États-Unis   |
| 6  | 7 juin          | Grand Prix of Kansas                 | Kansas Speedway                | Kansas City   | Kansas, États-Unis     |
| 7  | 29 juin         | Sahlen's Six Hours of The Glen       | Watkins Glen International     | Watkins Glen  | New York, États-Unis   |
| 8  | 13 juillet      | Mobil 1 SportsCar Grand Prix         | Canadian Tire Motorsport Park  | Bowmanville   | Ontario, Canada        |
| 9  | 25 juillet      | Brickyard Grand Prix                 | Indianapolis Motor Speedway    | Indianapolis  | Indiana, États-Unis    |
| 10 | 10 août         | Continental Tire Road Race Showcase  | Road America                   | Elkhart Lake  | Wisconsin, États-Unis  |
| 11 | 24 août         | Oak Tree Grand Prix                  | Virginia International Raceway | Alton         | Virginie, États-Unis   |
| 12 | 20 septembre    | Lone Star Le Mans                    | Circuit des Amériques          | Austin        | Texas, États-Unis      |
| 13 | 4 octobre       | Petit Le Mans                        | Road Atlanta                   | Braselton     | Géorgie, États-Unis    |

## Résultats
Les vainqueurs du classement général de chaque manche sont inscrits en caractères gras.
| N° | Course                         | Prototype (P)                                        | Prototype Challenge (PC)                                   | GT Le Mans (GTLM)                                 | GT Daytona (GTD)                                                          | Résultats |
| N° | Course                         | Équipe victorieuse                                   | Équipe victorieuse                                         | Équipe victorieuse                                | Équipe victorieuse                                                        | Résultats |
| N° | Course                         | Pilotes victorieux                                   | Pilotes victorieux                                         | Pilotes victorieux                                | Pilotes victorieux                                                        | Résultats |
| -- | ------------------------------ | ---------------------------------------------------- | ---------------------------------------------------------- | ------------------------------------------------- | ------------------------------------------------------------------------- | --------- |
| 1  | Rolex 24 at Daytona            | Action Express Racing                                | CORE Autosport                                             | Porsche North America                             | Level 5 Motorsports                                                       | résultats |
| 1  | Rolex 24 at Daytona            | João Barbosa Christian Fittipaldi Sébastien Bourdais | Jonathan Bennett James Gue Colin Braun Mark Wilkins        | Nick Tandy Richard Lietz Patrick Pilet            | Scott Tucker Bill Sweedler Townsend Bell Jeff Segal Alessandro Pier Guidi | résultats |
| 2  | Mobil 1 12 Hours of Sebring    | Chip Ganassi Racing                                  | CORE Autosport                                             | Porsche North America                             | Magnus Racing                                                             | résultats |
| 2  | Mobil 1 12 Hours of Sebring    | Scott Pruett Memo Rojas Marino Franchitti            | Colin Braun Jon Bennett James Gue                          | Patrick Long Michael Christensen Jörg Bergmeister | Andy Lally John Potter Marco Seefried                                     | résultats |
| 3  | Grand Prix de Long Beach       | Chip Ganassi Racing                                  | Catégorie non concernée                                    | Corvette Racing                                   | Catégorie non concernée                                                   |           |
| 3  | Grand Prix de Long Beach       | Scott Pruett Memo Rojas                              | Catégorie non concernée                                    | Jan Magnussen Antonio García                      | Catégorie non concernée                                                   |           |
| 4  | Laguna Seca                    | Extreme Speed Motorsports                            | Starworks Motorsport                                       | Corvette Racing                                   | Turner Motorsport                                                         |           |
| 4  | Laguna Seca                    | Johannes van Overbeek Ed Brown                       | Renger van der Zande Mirco Schultis                        | Jan Magnussen Antonio García                      | Dane Cameron Markus Palttala                                              |           |
| 5  | Belle-Isle                     | Wayne Taylor Racing                                  | Catégorie non concernée                                    | Catégorie non concernée                           | Scuderia Corsa Ferrari                                                    |           |
| 5  | Belle-Isle                     | Ricky Taylor Jordan Taylor                           | Catégorie non concernée                                    | Catégorie non concernée                           | Alessandro Balzan Jeff Westphal                                           |           |
| 6  | Kansas City                    | Catégorie non concernée                              | CORE Autosport                                             | Catégorie non concernée                           | Catégorie non concernée                                                   |           |
| 6  | Kansas City                    | Catégorie non concernée                              | Colin Braun Jon Bennett                                    | Catégorie non concernée                           | Catégorie non concernée                                                   |           |
| 7  | Sahlen's Six Hours of The Glen | Spirit of Daytona Racing                             | CORE Autosport                                             | Corvette Racing                                   | Turner Motorsport                                                         | résultats |
| 7  | Sahlen's Six Hours of The Glen | Michael Valiante Richard Westbrook                   | Colin Braun Jon Bennett James Gue                          | Jan Magnussen Antonio García                      | Dane Cameron Markus Palttala                                              | résultats |
| 8  | Mosport                        | OAK Racing                                           | Catégorie non concernée                                    | Corvette Racing                                   | Riley Motorsports                                                         |           |
| 8  | Mosport                        | Olivier Pla Gustavo Yacamán                          | Catégorie non concernée                                    | Jan Magnussen Antonio García                      | Jeroen Bleekemolen Ben Keating                                            |           |
| 9  | Brickyard Grand Prix           | Action Express Racing                                | RSR Racing                                                 | SRT Motorsports                                   | Scuderia Corsa Ferrari                                                    |           |
| 9  | Brickyard Grand Prix           | João Barbosa Christian Fittipaldi                    | Chris Cumming Jack Hawksworth                              | Jonathan Bomarito Kuno Wittmer                    | Alessandro Balzan Jeff Westphal                                           |           |
| 10 | Road America                   | Action Express Racing                                | Starworks Motorsport                                       | Risi Competizione                                 | Turner Motorsport                                                         |           |
| 10 | Road America                   | João Barbosa Christian Fittipaldi                    | Renger van der Zande Mirco Schultis                        | Giancarlo Fisichella Pierre Kaffer                | Dane Cameron Markus Palttala                                              |           |
| 11 | VIR                            | Catégorie non concernée                              | 8Star Motorsports                                          | Risi Competizione                                 | Turner Motorsport                                                         |           |
| 11 | VIR                            | Catégorie non concernée                              | Luis Díaz Sean Rayhall                                     | Giancarlo Fisichella Pierre Kaffer                | Dane Cameron Markus Palttala                                              |           |
| 12 | Austin                         | Chip Ganassi Racing                                  | 8Star Motorsports                                          | SRT Motorsports                                   | Riley Motorsports                                                         |           |
| 12 | Austin                         | Scott Pruett Memo Rojas                              | Luis Díaz Sean Rayhall                                     | Jonathan Bomarito Kuno Wittmer                    | Jeroen Bleekemolen Ben Keating                                            |           |
| 13 | Petit Le Mans                  | Wayne Taylor Racing                                  | Starworks Motorsport                                       | Team Falken Tire                                  | Paul Miller Racing                                                        | résultats |
| 13 | Petit Le Mans                  | Ricky Taylor Jordan Taylor Max Angelelli             | Alex Popow Mirco Schultis Renger van der Zande John Martin | Bryan Sellers Wolf Henzler Marco Holzer           | Bryce Miller Christopher Haase Matthew Bell                               | résultats |

## Classements

### Attribution des points
Les points du championnat sont attribués en fonction des positions à l'arrivée, comme indiqué ci-dessous. Le système de points des Rolex Sports Car Series a été repris pour cette première saison de l'United SportsCar Championship.
| Position | 1  | 2  | 3  | 4  | 5  | 6  | 7  | 8  | 9  | 10 | 11 | 12 | 13 | 14 | 15 | 16 | 17 | 18 | 19 | 20 | 21 | 22 | 23 | 24 | 25 | 26 | 27 | 28 | 29 | 30 |
| -------- | -- | -- | -- | -- | -- | -- | -- | -- | -- | -- | -- | -- | -- | -- | -- | -- | -- | -- | -- | -- | -- | -- | -- | -- | -- | -- | -- | -- | -- | -- |
| Course   | 35 | 32 | 30 | 28 | 26 | 25 | 24 | 23 | 22 | 21 | 20 | 19 | 18 | 17 | 16 | 15 | 14 | 13 | 12 | 11 | 10 | 9  | 8  | 7  | 6  | 5  | 4  | 3  | 2  | 1  |

Également, chaque pilote qui termine la course reçoit un point.

### Prototype

#### Pilotes (Top 10)
João Barbosa et Christian Fittipaldi remportent le championnat lors du Petit Le Mans.
| Pos | Pilote                | DAY | SEB | LBH | LGA | BEL | WGL | MOS | IMS | ELK | AUS | ATL | Points |
| --- | --------------------- | --- | --- | --- | --- | --- | --- | --- | --- | --- | --- | --- | ------ |
| 1   | João Barbosa          | 1   | 3   | 3   | 4   | 6   | 3   | 4   | 1   | 1   | 3   | 2   | 349    |
| 1   | Christian Fittipaldi  | 1   | 3   | 3   | 4   | 6   | 3   | 4   | 1   | 1   | 3   | 2   | 349    |
| 2   | Jordan Taylor         | 2   | 7   | 2   | 2   | 1   | 5   | 3   | 4   | 10  | 7   | 1   | 330    |
| 2   | Ricky Taylor          | 2   | 7   | 2   | 2   | 1   | 5   | 3   | 4   | 10  | 7   | 1   | 330    |
| 3   | Richard Westbrook     | 4   | 10  | 5   | 5   | 2   | 1   | 2   | 3   | 4   | 6   | 7   | 318    |
| 3   | Michael Valiante      | 4   | 10  | 5   | 5   | 2   | 1   | 2   | 3   | 4   | 6   | 7   | 318    |
| 4   | Scott Pruett          | 11  | 1   | 1   | 3   | 11  | 8   | 9   | 2   | 7   | 1   | 3   | 317    |
| 5   | Gustavo Yacamán       | 6   | 4   | 4   | 8   | 3   | 2   | 1   | 8   | 11  | 2   | 9†  | 287    |
| 6   | Memo Rojas            | 11  | 1   | 1   | 3   | 11  | 8   | 9   | 2†  | 7   | 1   | 3   | 285    |
| 7   | Oswaldo Negri Jr.     | 12  | 9   | 9   | 10  | 4   | 7   | 5   | 6   | 2   | 5   | 6   | 281    |
| 7   | John Pew              | 12  | 9   | 9   | 10  | 4   | 7   | 5   | 6   | 2   | 5   | 6   | 281    |
| 8   | Johannes van Overbeek | 7   | 5   | 7   | 1   | 7   | 11  | 7   | 7   | 8   | 4   |     | 262    |
| 8   | Ed Brown              | 7   | 5   | 7   | 1   | 7   | 11  | 7   | 7   | 8   | 4   |     | 262    |
| 9   | Ryan Dalziel          | 15  | 2   | 6   | 11  | 5   | 10  | 8   | 5   | 3   |     |     | 228    |
| 9   | Scott Sharp           | 15  | 2   | 6   | 11  | 5   | 10  | 8   | 5   | 3   |     |     | 228    |
| 10  | Joel Miller           | 13  | 16  | 8   | 12  | 8   | 9   | 6   | 9   | 9   | 9   | 11† | 222    |

| Couleur  | Résultat                       |
| -------- | ------------------------------ |
| Or       | Vainqueur                      |
| Argent   | 2e place                       |
| Bronze   | 3e place                       |
| Vert     | Classé dans les points         |
| Bleu     | Classé hors des points         |
| Bleu     | Non classé (Nc.)               |
| Violet   | Abandon (Abd.)                 |
| Rouge    | Non qualifié (Nq.)             |
| Rouge    | Non pré-qualifié (Npq.)        |
| Noir     | Disqualifié (Dsq.)             |
| Blanc    | Non partant (Np.)              |
| Blanc    | Forfait (Forf.)                |
| Blanc    | Course annulée (A)             |
| Neutre   | Non présent                    |
| Neutre   | Exclu (Ex.)                    |
| Gras     | Pole position                  |
| Italique | Meilleur tour en course        |
| †        | Classé sans terminer la course |
| 1 2 3 …  | Classement dans la catégorie   |

#### Équipes (top 10)
Le No.5 Action Express Racing remporte le championnat lors du Petit Le Mans.
| Pos. | Équipe                              | DAY | SEB | LBH | LGA | BEL | WGL | MOS | IMS | ELK | AUS | ATL | Total Points |
| ---- | ----------------------------------- | --- | --- | --- | --- | --- | --- | --- | --- | --- | --- | --- | ------------ |
| 1    | No. 5 Action Express Racing         | 1   | 3   | 3   | 4   | 6   | 3   | 4   | 1   | 1   | 3   | 2   | 349          |
| 2    | No. 10 Wayne Taylor Racing          | 2   | 7   | 2   | 2   | 1   | 5   | 3   | 4   | 10  | 7   | 1   | 330          |
| 3    | No. 90 Spirit of Daytona Racing     | 4   | 10  | 5   | 5   | 2   | 1   | 2   | 3   | 4   | 6   | 7   | 318          |
| 4    | No. 01 Chip Ganassi Racing          | 11  | 1   | 1   | 3   | 11  | 8   | 9   | 2   | 7   | 1   | 3   | 317          |
| 5    | No. 42 OAK Racing                   | 6   | 4   | 4   | 8   | 3   | 2   | 1   | 8   | 11  | 2   | 9   | 309          |
| 6    | No. 60 Michael Shank Racing         | 12  | 9   | 9   | 10  | 4   | 7   | 5   | 6   | 2   | 5   | 6   | 281          |
| 7    | No. 2 Extreme Speed Motorsports     | 7   | 5   | 7   | 1   | 7   | 11  | 7   | 7   | 8   | 4   |     | 262          |
| 8    | No. 07 SpeedSource Race Engineering | 13  | 16  | 8   | 12  | 8   | 9   | 6   | 9   | 9   | 9   | 11  | 242          |
| 9    | No. 31 Marsh Racing                 | 10  | 12  | 10  | 6   | 10  | 6   | DNS | 11  | 5   | 8   | 5   | 237          |
| 10   | No. 1 Extreme Speed Motorsports     | 15  | 2   | 6   | 11  | 5   | 10  | 8   | 5   | 3   |     |     | 228          |

#### Moteurs
| Pos. | Moteur    | DAY | SEB | LBH | LGA | BEL | WGL | MOS | IMS | ELK | AUS | ATL | Total Points |
| ---- | --------- | --- | --- | --- | --- | --- | --- | --- | --- | --- | --- | --- | ------------ |
| 1    | Chevrolet | 1   | 3   | 2   | 2   | 1   | 1   | 2   | 1   | 1   | 3   | 1   | 366          |
| 2    | Ford      | 8   | 1   | 1   | 3   | 4   | 7   | 5   | 2   | 2   | 1   | 3   | 349          |
| 3    | Honda     | 7   | 2   | 6   | 1   | 5   | 10  | 7   | 5   | 3   | 2   | 9   | 325          |
| 4    | Mazda     | 13  | 11  | 8   | 7   | 8   | 9   | 6   | 9   | 9   | 9   | 4   | 300          |
| 5    | Nissan    | 5   | 4   | 4   | 8   | 3   | 2   | 1   | 8   | 11  |     |     | 269          |

### Prototype Challenge

#### Pilotes (Top 10)
Jon Bennett et Colin Braun remportent le championnat lors du Petit Le Mans.
| Pos | Pilote               | DAY | SEB | LGA | KAN | WGL | IMS | ELK | VIR | AUS | ATL | Points |
| --- | -------------------- | --- | --- | --- | --- | --- | --- | --- | --- | --- | --- | ------ |
| 1   | Jon Bennett          | 1   | 1   | 7   | 1   | 1   | 3   | 8   | 3   | 2   | 2   | 321    |
| 1   | Colin Braun          | 1   | 1   | 7   | 1   | 1   | 3   | 8   | 3   | 2   | 2   | 321    |
| 2   | Renger van der Zande | 5   | 3   | 1   | 2   | 7   | 10† | 1   | 6   | 3   | 1   | 282    |
| 3   | Martin Fuentes       | 6   | 3   | 9   | 7   | 5   | 8   | 5   | 5   | 9   | 5   | 260    |
| 4   | Frankie Montecalvo   | 4   | 9†  | 4   | 4   | 3   | 5   | 7   | 8   | 4   | 3   | 255    |
| 4   | Gunnar Jeannette     | 4   | 9†  | 4   | 4   | 3   | 5   | 7   | 8   | 4   | 3   | 255    |
| 5   | Chris Cumming        | 8†  | 7   | 5   | 5   | 8   | 1   | 4   | 9   | 5   | 4   | 248    |
| 6   | Sean Rayhall         | 7†  | 5†  | 2   | 3   | 10  | 6   | 2   | 1   | 1   | 7   | 244    |
| 7   | Chris Miller         |     | 4   | 6   | 10  | 6   | 7   | 3   | 7   | 7   | 6   | 235    |
| 8   | Mirco Schultis       | 5   |     | 1   | 2   | 7   | 10† | 1   | 6   | 3   | 1†  | 216    |
| 9   | Stephen Simpson      |     | 4   | 6   | 10  | 6   | 7   | 3   |     | 7   | 6   | 210    |
| 10  | Bruno Junqueira      | 9†  | 2   | 3   | 6   | 9   | 2   | 9†  | 4   | 11† | 9   | 201    |
| 10  | Duncan Ende          | 9†  | 2   | 3   | 6   | 9   | 2   | 9†  | 4   | 11† | 9   | 201    |

| Couleur  | Résultat                       |
| -------- | ------------------------------ |
| Or       | Vainqueur                      |
| Argent   | 2e place                       |
| Bronze   | 3e place                       |
| Vert     | Classé dans les points         |
| Bleu     | Classé hors des points         |
| Bleu     | Non classé (Nc.)               |
| Violet   | Abandon (Abd.)                 |
| Rouge    | Non qualifié (Nq.)             |
| Rouge    | Non pré-qualifié (Npq.)        |
| Noir     | Disqualifié (Dsq.)             |
| Blanc    | Non partant (Np.)              |
| Blanc    | Forfait (Forf.)                |
| Blanc    | Course annulée (A)             |
| Neutre   | Non présent                    |
| Neutre   | Exclu (Ex.)                    |
| Gras     | Pole position                  |
| Italique | Meilleur tour en course        |
| †        | Classé sans terminer la course |
| 1 2 3 …  | Classement dans la catégorie   |

#### Équipes
| Pos. | Équipe                              | DAY | SEB | LGA | KAN | WGL | IMS | ELK | VIR | AUS | ATL | Total Points |
| ---- | ----------------------------------- | --- | --- | --- | --- | --- | --- | --- | --- | --- | --- | ------------ |
| 1    | No. 54 CORE Autosport               | 1   | 1   | 7   | 1   | 1   | 3   | 8   | 3   | 2   | 2   | 321          |
| 2    | No. 25 8Star Motorsports            | 2   | 5   | 2   | 3   | 10  | 6   | 2   | 1   | 1   | 7   | 302          |
| 3    | No. 8 Starworks Motorsport          | 5   | 3   | 1   | 2   | 7   | 10† | 1   | 6   | 3   | 1   | 282          |
| 4    | No. 52 PR1/Mathiasen Motorsports    | 4   | 9†  | 4   | 4   | 3   | 5   | 7   | 8   | 4   | 3   | 255          |
| 5    | No. 08 RSR Racing                   | 8†  | 7   | 5   | 5   | 8   | 1   | 4   | 9   | 5   | 4   | 248          |
| 6    | No. 85 JDC-Miller Motorsports       |     | 4   | 6   | 10  | 6   | 7   | 3   | 7   | 7   | 6   | 235          |
| 7    | No. 7 Starworks Motorsport          | 6   |     | 9   | 7   | 5   | 8   | 5   | 5   | 9   | 5   | 229          |
| 8    | No. 38 Performance Tech Motorsports | 3   | 10† | 8   | 9   | 4   | 4   | 6   | 2   | 10  | 10† | 218          |
| 9    | No. 09 RSR Racing                   | 9†  | 2   | 3   | 6   | 9   | 2   | 9†  | 4   | 11† | 9   | 201          |
| 10   | No. 88 BAR1 Motorsports             |     | 6   | DNS | 8   | 2   | 9   | DNS | DNS | 8   | 11† | 130          |
| 11   | No. 87 BAR1 Motorsports             | 7   | 8†  |     |     |     |     |     |     | 6   | 8   | 76           |

### GTLM

#### Pilotes (Top 10)
Kuno Wittmer remporte le championnat lors du Petit Le Mans.
| Pos | Pilote              | DAY | SEB | LBH | LGA | WGL | MOS | IMS | ELK | VIR | AUS | ATL | Points |
| --- | ------------------- | --- | --- | --- | --- | --- | --- | --- | --- | --- | --- | --- | ------ |
| 1   | Kuno Wittmer        | 6   | 2   | 10  | 7   | 3   | 2   | 1   | 3   | 5   | 1   | 3   | 331    |
| 2   | Jonathan Bomarito   | 6   | 2   | 10  | 7   | 3   | 2   | 1   | 3   | 5   | 1   | 6   | 326    |
| 3   | Antonio García      | 10  | 8   | 1   | 1   | 1   | 1   | 4   | 6   | 7   | 9   | 8   | 317    |
| 4   | Marc Goossens       | 3   | 7   | 7   | 6   | 2   | 3   | 8   | 4   | 6   | 2   | 3   | 314    |
| 5   | Dominik Farnbacher  | 3   | 7   | 7   | 6   | 2   | 3   | 8   | 4   | 6   | 2   | 6   | 309    |
| 6   | Michael Christensen | 9   | 1   | 5   | 8   | 8   | 9   | 3   | 5   | 8   | 3   | 2   | 303    |
| 6   | Patrick Long        | 9   | 1   | 5   | 8   | 8   | 9   | 3   | 5   | 8   | 3   | 2   | 303    |
| 7   | Dirk Müller         | 4   | 10  | 2   | 10  | 6   | 4   | 7   | 2   | 3   | 7   | 7   | 300    |
| 7   | John Edwards        | 4   | 10  | 2   | 10  | 6   | 4   | 7   | 2   | 3   | 7   | 7   | 300    |
| 8   | Bill Auberlen       | 2   | 3   | 6   | 2   | 10  | 6   | 6   | 8   | 4   | 6   | 10  | 298    |
| 8   | Andy Priaulx        | 2   | 3   | 6   | 2   | 10  | 6   | 6   | 8   | 4   | 6   | 10  | 298    |
| 9   | Jan Magnussen       | 10  | 8   | 1   | 1   | 1   | 1   | 4   | 6   | 7†  | 9   | 8   | 293    |
| 10  | Oliver Gavin        | 5   | 6   | 3   | 5   | 4   | 6   | 5   | 7   | 9   | 10  | 4   | 291    |
| 10  | Tommy Milner        | 5   | 6   | 3   | 5   | 4   | 6   | 5   | 7   | 9   | 10  | 4   | 291    |

| Couleur  | Résultat                       |
| -------- | ------------------------------ |
| Or       | Vainqueur                      |
| Argent   | 2e place                       |
| Bronze   | 3e place                       |
| Vert     | Classé dans les points         |
| Bleu     | Classé hors des points         |
| Bleu     | Non classé (Nc.)               |
| Violet   | Abandon (Abd.)                 |
| Rouge    | Non qualifié (Nq.)             |
| Rouge    | Non pré-qualifié (Npq.)        |
| Noir     | Disqualifié (Dsq.)             |
| Blanc    | Non partant (Np.)              |
| Blanc    | Forfait (Forf.)                |
| Blanc    | Course annulée (A)             |
| Neutre   | Non présent                    |
| Neutre   | Exclu (Ex.)                    |
| Gras     | Pole position                  |
| Italique | Meilleur tour en course        |
| †        | Classé sans terminer la course |
| 1 2 3 …  | Classement dans la catégorie   |

#### Équipes (top 10)
Le #93 SRT Motorsports remporte le championnat lors du Petit Le Mans.
| Pos. | Équipe                        | DAY | SEB | LBH | LGA | WGL | MOS | IMS | ELK | VIR | AUS | ATL | Total Points |
| ---- | ----------------------------- | --- | --- | --- | --- | --- | --- | --- | --- | --- | --- | --- | ------------ |
| 1    | No. 93 SRT Motorsports        | 6   | 2   | 10  | 7   | 3   | 2   | 1   | 3   | 5   | 1   | 6   | 326          |
| 2    | No. 3 Corvette Racing         | 10  | 8   | 1   | 1   | 1   | 1   | 4   | 6   | 7   | 9   | 8   | 317          |
| 3    | No. 91 SRT Motorsports        | 3   | 7   | 7   | 6   | 2   | 3   | 8   | 4   | 6   | 2   | 3   | 314          |
| 4    | No. 912 Porsche North America | 9   | 1   | 5   | 8   | 8   | 9   | 3   | 5   | 8   | 3   | 2   | 303          |
| 5    | No. 56 BMW Team RLL           | 4   | 10  | 2   | 10  | 6   | 4   | 7   | 2   | 3   | 7   | 7   | 300          |
| 6    | No. 62 Risi Competizione      | 11  | 11  | 9   | 3   | 7   | 10  | 2   | 1   | 1   | 4   | 11  | 298          |
| 7    | No. 55 BMW Team RLL           | 2   | 3   | 6   | 2   | 10  | 6   | 6   | 8   | 4   | 6   | 10  | 298          |
| 8    | No. 4 Corvette Racing         | 5   | 6   | 3   | 5   | 5   | 7   | 5   | 7   | 9   | 10  | 4   | 291          |
| 9    | No. 911 Porsche North America | 1   | 9   | 4   | 9   | 5   | 5   | 10  | 10  | 10  | 11  | 5   | 279          |
| 10   | No. 17 Team Falken Tire       |     | 5   | 8   | 4   | 9   | 8   | 9   | 9   | 2   | 8   | 1   | 266          |

#### Constructeurs
| Pos. | Constructeur | DAY | SEB | LBH | LGA | WGL | MOS | IMS | ELK | VIR | AUS | ATL | Total Points |
| ---- | ------------ | --- | --- | --- | --- | --- | --- | --- | --- | --- | --- | --- | ------------ |
| 1    | Porsche      | 1   | 1   | 4   | 4   | 5   | 5   | 3   | 5   | 2   | 3   | 1   | 343          |
| 2    | Dodge        | 3   | 2   | 7   | 6   | 2   | 2   | 1   | 3   | 5   | 1   | 3   | 340          |
| 3    | Chevrolet    | 5   | 6   | 1   | 1   | 1   | 1   | 4   | 6   | 7   | 9   | 4   | 330          |
| 4    | BMW          | 2   | 3   | 2   | 2   | 6   | 4   | 6   | 2   | 3   | 6   | 7   | 328          |
| 5    | Ferrari      | 7   | 4   | 9   | 3   | 7   | 10  | 2   | 1   | 1   | 4   | 9   | 320          |

### GTD

#### Pilotes (Top 10)
Dane Cameron remporte le championnat lors du Petit Le Mans.
| Pos | Pilote            | DAY | SEB | LGA | BEL | WGL | MOS | IMS | ELK | VIR | AUS | ATL | Points |
| --- | ----------------- | --- | --- | --- | --- | --- | --- | --- | --- | --- | --- | --- | ------ |
| 1   | Dane Cameron      | 7†  | 7   | 1   | 6   | 1   | 3   | 15  | 1   | 1   | 3   | 4   | 304    |
| 2   | Bryce Miller      | 16  | 12  | 2   | 3   | 8   | 8   | 2   | 11  | 4   | 6   | 1   | 295    |
| 2   | Christopher Haase | 16  | 12  | 2   | 3   | 8   | 8   | 2   | 11  | 4   | 6   | 1   | 295    |
| 3   | Leh Keen          | 8   | 4   | 4   | 5   | 12  | 5   | 5   | 2   | 5   | 5   | 8   | 295    |
| 3   | Cooper MacNeil    | 8   | 4   | 4   | 5   | 12  | 5   | 5   | 2   | 5   | 5   | 8   | 295    |
| 4   | Townsend Bell     | 1   | 2   | 14  | 8   | 2   | 13  | 4   | 5   | 8   | 8   | 7   | 293    |
| 4   | Bill Sweedler     | 1   | 2   | 14  | 8   | 2   | 13  | 4   | 5   | 8   | 8   | 7   | 293    |
| 5   | John Potter       | 12  | 1   | 3   | 13  | 3   | 9   | 12  | 14  | 6   | 2   | 3   | 289    |
| 6   | Markus Palttala   | 7†  | 7   | 1   | 6   | 1   | 3   |     | 1   | 1   | 3   | 4   | 287    |
| 7   | Jan Heylen        | 3   | 9   | 11  | 9   | 13  | 7   | 11  | 3   | 9   | 4   | 2   | 280    |
| 7   | Madison Snow      | 3   | 9   | 11  | 9   | 13  | 7   | 11  | 3   | 9   | 4   | 2   | 280    |
| 8   | Andy Lally        | 12  | 1   | 3   | 13  | 3   | 9   | 12  | 14† | 6   | 2   | 3   | 272    |
| 9   | Jeff Westphal     | 11  | 18  | 7   | 1   | 5   | 17  | 1   | 16  | 2   | 11  | 9   | 269    |
| 10  | Mario Farnbacher  | 15  | 3   | 8   | 2   | 16  | 6   | 6   | 6   | 15  | 18  | 5   | 259    |

| Couleur  | Résultat                       |
| -------- | ------------------------------ |
| Or       | Vainqueur                      |
| Argent   | 2e place                       |
| Bronze   | 3e place                       |
| Vert     | Classé dans les points         |
| Bleu     | Classé hors des points         |
| Bleu     | Non classé (Nc.)               |
| Violet   | Abandon (Abd.)                 |
| Rouge    | Non qualifié (Nq.)             |
| Rouge    | Non pré-qualifié (Npq.)        |
| Noir     | Disqualifié (Dsq.)             |
| Blanc    | Non partant (Np.)              |
| Blanc    | Forfait (Forf.)                |
| Blanc    | Course annulée (A)             |
| Neutre   | Non présent                    |
| Neutre   | Exclu (Ex.)                    |
| Gras     | Pole position                  |
| Italique | Meilleur tour en course        |
| †        | Classé sans terminer la course |
| 1 2 3 …  | Classement dans la catégorie   |

#### Équipes (Top 10)
Le #94 Turner Motorsport remporte le championnat lors du Petit Le Mans.
| Pos. | Équipe                                | DAY | SEB | LGA | BEL | WGL | MOS | IMS | ELK | VIR | AUS | ATL | Total Points |
| ---- | ------------------------------------- | --- | --- | --- | --- | --- | --- | --- | --- | --- | --- | --- | ------------ |
| 1    | No. 94 Turner Motorsport              | 7   | 7   | 1   | 6   | 1   | 3   | 15  | 1   | 1   | 3   | 4   | 304          |
| 2    | No. 48 Paul Miller Racing             | 16  | 12  | 2   | 3   | 8   | 8   | 2   | 11  | 4   | 6   | 1   | 295          |
| 3    | No. 22 Alex Job Racing                | 8   | 4   | 4   | 5   | 8   | 5   | 5   | 2   | 5   | 5   | 8   | 295          |
| 4    | No. 555 AIM Autosport                 | 1   | 2   | 14  | 8   | 2   | 13  | 4   | 5   | 8   | 8   | 7   | 293          |
| 5    | No. 44 Magnus Racing                  | 12  | 1   | 3   | 13  | 3   | 9   | 12  | 14  | 6   | 2   | 3   | 289          |
| 6    | No. 58 Snow Racing                    | 3   | 9   | 11  | 9   | 13  | 7   | 11  | 3   | 9   | 4   | 2   | 280          |
| 7    | No. 63 Scuderia Corsa                 | 11  | 18  | 7   | 1   | 5   | 17  | 1   | 16  | 2   | 11  | 9   | 269          |
| 8    | No. 23 Team Seattle / Alex Job Racing | 15  | 3   | 8   | 2   | 16  | 6   | 6   | 6   | 15  | 18  | 5   | 259          |
| 9    | No. 35 Flying Lizard Motorsports      | 5   | 5   | 5   | 12  | 7   | 14  | 13  | 8   | 7   | 13  | 12  | 252          |
| 10   | No. 45 Flying Lizard Motorsports      | 2   | 8   | 6   | 14  | 14  | 10  | 8   | 7   | 16  | 7   | 14  | 249          |

#### Constructeurs
| Pos. | Constructeur | DAY | SEB | LGA | BEL | WGL | MOS | IMS | ELK | VIR | AUS | ATL | Total Points |
| ---- | ------------ | --- | --- | --- | --- | --- | --- | --- | --- | --- | --- | --- | ------------ |
| 1    | Porsche      | 3   | 1   | 3   | 2   | 3   | 2   | 5   | 2   | 3   | 2   | 2   | 343          |
| 2    | BMW          | 7   | 7   | 1   | 6   | 1   | 3   | 15  | 1   | 1   | 3   | 4   | 340          |
| 3    | Ferrari      | 1   | 2   | 7   | 1   | 2   | 13  | 1   | 5   | 2   | 8   | 6   | 337          |
| 4    | Audi         | 2   | 5   | 2   | 3   | 7   | 8   | 2   | 7   | 4   | 6   | 1   | 329          |
| 5    | Dodge        | 19  | 24  | 16  | 11  | 17  | 1   | 3   | 4   | 13  | 1   | 17  | 286          |